# Casto Caruso
Casto Caruso (Pomarico, 10 ottobre 1904 – Roma, ...) è stato un diplomatico italiano, Segretario generale del Ministero degli Esteri dal 1967 al 1969.

## Biografia

### Carriera consolare
Casto Caruso ha studiato all'Università di Napoli, dove ha conseguito la laurea in giurisprudenza nel 1925 e quella in scienze politiche, economiche e sociali, nel 1926. Successivamente ha prestato il servizio militare come ufficiale di complemento. Entrò nella carriera consolare nel 1928, a seguito di esame di concorso. La sua prima destinazione all'estero fu Tripoli, in Libano, con funzioni di vice console (1932); poi fu trasferito a Damasco (1934-1935), con patenti di console.
Nell'ottobre del 1935 Caruso fu richiamato a Roma dal Ministro degli Esteri Galeazzo Ciano che lo nominò Vice Capo di Gabinetto e gli affidò la responsabilità per il mantenimento dei contatti con i Palestinesi; negli incontri segreti con gli emissari del Muftī, il suo nome di copertura era quello di «Dott. Hoff» e, nella corrispondenza, quello di «Jamil».
Nel 1939, Caruso venne trasferito a Praga con patenti di console generale. Nel 1942, per sua iniziativa e con approvazione della comunità italiana, l'Istituto di Cultura Italiana a Praga, fu adibito a “Casa d'Italia”.
Nel 1943, Casto Caruso rientrò per un breve periodo al ministero per rivestire l'incarico di vice direttore generale del personale e dell'amministrazione interna; dopo il 25 luglio fu trasferito a Berna, dove rimase sino alla fine della II Guerra mondiale, mantenendo il suo giuramento di fedeltà al Re d’Italia. Rientrò nuovamente al ministero ai primi del 1946, per essere nominato capo dell'ufficio III della direzione generale affari economici ma, dopo pochi mesi fu trasferito a Tangeri con patenti di console generale. All'epoca, Tangeri era sottoposta ad amministrazione internazionale, comportante la neutralità politica e militare e la totale libertà di impresa.

### Carriera diplomatica
Nel frattempo, l'Italia sottoscrisse il Trattato di pace di Parigi del 1947; Caruso fu quindi richiamato ancora una volta al ministero (1948) per essere nominato, prima, agente generale del governo italiano per tutte le commissioni internazionali di conciliazione costituite in conformità all'art. 83 del trattato, poi, capo ufficio del Servizio economico trattato (SET), sino al 1951. Successivamente venne trasferito a L'Aja con l'incarico di inviato straordinario e ministro plenipotenziario, a seguito dell'unificazione tra la carriera consolare e quella diplomatica. In tale veste fece parte della delegazione italiana alla Corte dell’Aja nel giudizio relativo alle modalità di disposizione dell'oro sottratto dai nazisti alla Banca d’Italia, nel settembre del 1943 e delle sue connessioni con la questione delle riparazioni previste dal Trattato di Pace.
Per quanto riguarda l'Italia, infatti, era stata prevista la restituzione di una quota di quanto sottrattole, ma solo successivamente alle decisioni dei governi alleati. Poiché l'Albania rivendicava l'accantonamento della quota parte dovutale a titolo di riparazioni di guerra (5 milioni di lire), l'Italia, nel 1953, si era appellata alla Corte Internazionale dell'Aja per essere autorizzata a disporre dell'oro trafugato indipendentemente da quanto rivendicato dall'Albania. Il 15 giugno 1954, tuttavia, la Corte respinse la richiesta dell'Italia, dichiarandosi incompetente.
Nel maggio del 1954, Casto Caruso venne destinato ad Atene con credenziali di ambasciatore, sino al 1959, quando fu nominato direttore generale degli affari economici della Farnesina. Tale incarico gli permise di presiedere la delegazione italiana in numerose trattative quali quella a Roma con l'EURATOM (1959); quella a Parigi per il cosiddetto "Gruppo dei quattro", una commissione incaricata di predisporre la revisione del trattato istitutivo della OECE; quella per le trattative economiche con la Germania (1960); quella a Roma per la convenzione economica italo-britannica.
Nel 1961, Caruso fu messo a capo della delegazione permanente italiana presso l'OCSE fino al 1965. Fu promosso ufficialmente a rango di ambasciatore nel 1964. Dal 17 giugno 1967 al 1 novembre 1969, concluse la sua lunga carriera con l'incarico di Segretario generale del Ministero degli Affari Esteri.